# Daniel Zorn
Daniel Zorn (* 1981 in Göppingen) ist ein deutscher Finanzwissenschaftler, Wirtschaftsjurist, Steuerberater und Hochschullehrer.

## Leben
Nach der Mittleren Reife absolvierte Zorn von 1998 bis 2001 zunächst eine Ausbildung zum Groß- und Außenhandelskaufmann. Nach dem Erwerb der fachgebundenen Hochschulreife begann er im Jahr 2004 das Studium des Wirtschaftsrechts, mit den Vertiefungsrichtungen Steuerrecht, Wirtschaftsprüfung und Unternehmensführung. Seit 2007 hält er den akademischen Grad des Dipl. Wirtschaftsjuristen (FH), seit 2009 den des Master of Laws (LL.M.). Nach knapp vierjährigem Promotionsstudium als externer Doktorand an der Wirtschaftsuniversität Pressburg (Doktorvater: Peter Markovic) erfolgte Ende 2013 die Promotion zum Doktor der Finanzwissenschaften mit der Arbeit „Einflüsse der Fair Value-Bewertung auf Investitionsentscheidungen unter Berücksichtigung ausgewählter Rechnungslegungsstandards“.
Von 2009 bis 2015 war Zorn als Wirtschaftsjurist in einer mittelständischen Steuerberatungs- und Wirtschaftsprüfungsgesellschaft in Stuttgart tätig.
Zum Sommersemester 2015 erfolgte die Berufung zum Professor für Betriebswirtschaftslehre, insbesondere Rechnungswesen und Controlling an der Hochschule für Wirtschaft und Umwelt Nürtingen-Geislingen. Zorn ist seit dem Wintersemester 2023/2024 Studiendekan des Studiengangs Wirtschaftsrecht.
Seit 2016 hat Zorn eine Gastprofessur für Finanzwissenschaften, Unternehmensfinanzen und Controlling an der Babeș-Bolyai-Universität Cluj inne. Er begleitet zudem verschiedene Lehraufträge an nationalen und internationalen Universitäten und Hochschulen.
Nach Ablage des Examens wurde Zorn im März 2025 zum Steuerberater bestellt.
Zorn ist (Mit-)Verfasser verschiedener Lehrbücher, einer Monographie sowie Autor einer Vielzahl an wissenschaftlichen Aufsätzen. Des Weiteren berät er mittelständische Unternehmen bei Fragen der Rechnungslegung und des Controllings.

## Forschung
Zorn beschäftigt sich insbesondere mit der nationalen und internationalen Rechnungslegung sowie der Jahresabschlussprüfung von mittelständischen Unternehmen. Außerdem forscht er unter anderem zu Fragestellungen des Bilanzmanagements, der Bilanzanalyse sowie der prüfungsnahen Beratung. 

## Publikationen (Auswahl)
- mit Ingo Haug: Der risikoorientierte Prüfungsansatz im Mittelstand vor dem Hintergrund der Prinzipal-Agent-Theorie. In: Reinhard Heyd, Michael Beyer (Hrsg.): Die Prinzipal-Agenten-Theorie in der Finanzwirtschaft – Analysen und Anwendungsmöglichkeiten in der Praxis. Schmidt, Berlin 2011, ISBN 978-3-503-12991-1, S. 149–170.
- Einflüsse der Fair Value-Bewertung auf Investitionsentscheidungen unter Berücksichtigung ausgewählter Rechnungslegungsstandards. Dissertation. Kovac, Hamburg 2014, ISBN 978-3-8300-7744-2.
- Internationale Rechnungslegung und Corporate Governance. In: Reinhard Heyd, Michael Beyer (Hrsg.): Corporate Governance in der Finanzwirtschaft – Aktuelle Herausforderungen und Haftungsrisiken. Schmidt, Berlin 2016, ISBN 978-3-503-16390-8, S. 55–72.
- mit Peter Markovic: Anwendungsmöglichkeiten und -praxis der Corporate Governance im Finanzmanagement slowakischer Unternehmen. In: Reinhard Heyd, Michael Beyer (Hrsg.): Corporate Governance in der Finanzwirtschaft – Aktuelle Herausforderungen und Haftungsrisiken. Schmidt, Berlin 2016, ISBN 978-3-503-16390-8, S. 289–316.
- mit Peter Markovic: Die Steuerung von Unternehmensrisiken durch den Einsatz von Finanzinstrumenten. In: Günter Hofbauer, Volker Oppitz (Hrsg.): Wissenschaft und Forschung 2017. uni-edition, Berlin 2017, ISBN 978-3-944072-91-3, S. 141–156.
- mit Reinhard Heyd, Michael Beyer: Bilanzierung nach HGB in Schaubildern. Die Grundlagen von Jahresabschlüssen kompakt und visuell. 2. Auflage. Vahlen, München 2019, ISBN 978-3-8006-4502-2.
- mit Reinhard Heyd: Internationale Rechnungslegung. UVK, Konstanz 2020, ISBN 978-3-8252-4431-6.